# Reuven Margolies
Reuven Margolies (en hebreo: ראובן מרגליות) (Lemberg, Imperio austrohúngaro, 30 de noviembre de 1889 – Tel Aviv, Israel, 28 de agosto de 1971) fue un autor israelí, erudito talmúdico y director de la biblioteca Rambam.

## Biografía
Margolies nació en 1889 en Lemberg (actual Lviv), entonces parte del Imperio austrohúngaro (de 1918 a 1939 en Polonia y desde entonces en Ucrania). Tras el fallecimiento de su esposa, emigró al Mandato británico de Palestina en 1934, estableciéndose en Tel Aviv.

## Obras escritas
Margolies es autor de más de 55 libros sobre temas judíos. Poseía una memoria fotográfica y estaba bien versado en todos los aspectos de la Biblia escrita, la Torá oral (Talmud y sus comentarios) y la Cábala (Zohar, etc.). Estableció la biblioteca Rambam.
Escribió sobre una amplia gama de temas; sus obras estaban destinadas tanto a eruditos como a laicos. Todos sus escritos están en hebreo.
Escribió sobre la formación de la Mishná y el Talmud mostrando originalidad en el pensamiento y una amplia gama de conocimientos.
Además, escribió sobre la Cábala. Dichos trabajos incluyen "El Rambam y el Zohar" que demuestran las correlaciones entre Maimonides Mishneh Tora y el Zohar; Nitzotzei Zohar demostrando correlaciones entre las obras Tanaim y Amoraim (como el Talmud y Medrashim) y el Zohar.
También estuvo involucrado en una controversia con Gershon Scholem sobre la controversia entre el rabino Jacob Emden y el rabino Jonathan Eybeshuetz. Margulies produjo un panfleto defendiendo a R. Eybeshuetz y, en respuesta, Scholem produjo su propio desacuerdo con las conclusiones de Marguleis.
Escribió una serie de biografías académicas de importantes personalidades judías como Maharsha, Ohr Ha-Chaim Hakodosh, Noam Elimelech, el rabino Moses ben Nachman (Ramban) y R ' Yechiel de París, incluidas valiosas anotaciones que aclaran ideas en sus obras. Las biografías se centran principalmente en sus métodos de erudición y no en sus personalidades. Impresos por primera vez en Polonia, nunca se reimprimieron.
Escribió varios trabajos sobre el desarrollo de un sistema legal en el Estado judío recién formado (Kavei Ohr, Tal Techiyah).
Según el Dr. Yitzchok Raphael, su escritura tiene un estilo conciso diseñado para concentrar una cantidad máxima de información en un espacio mínimo.

## Premios
- En 1957, Margolies recibió el Premio Israel por su trabajo sobre literatura rabínica.[1]